# William Gillet Ritch
William Gillet Ritch (* 1830; † 1904) war ein US-amerikanischer Politiker und 1875 für knapp zwei Monate kommissarischer Gouverneur des New-Mexico-Territoriums.
Über das Leben von William Ritch gibt es kaum Quellen. Er wurde im Jahr 1830 geboren und starb 1904. Zum Zeitpunkt des Todes des Territorialgouverneurs Marsh Giddings war er Staatssekretär in New Mexico und musste in dieser Eigenschaft das Amt des Gouverneurs kommissarisch bis zur Ankunft des neuen Gouverneurs Samuel Beach Axtell ausüben. Dies tat er zwischen dem 3. Juni und dem 30. Juli 1875.